# Bakkersdam
Bakkersdam of Bakkerspolder is een buurtschap behorend tot de gemeente Sluis, in de Nederlandse provincie Zeeland. De in West-Zeeuws-Vlaanderen gelegen buurtschap bevindt zich ongeveer 2 km ten zuiden van Oostburg. Nabij Bakkersdam ligt natuurgebied De Plate.

## Geschiedenis
De buurtschap is vernoemd naar de Bakkersdam die in 1788 in de, toen veel breder dan tegenwoordig zijnde, Passageule werd aangelegd om, samen met de Kapitaledam, de verzanding van deze waterloop tegen te gaan. Dit werd gedaan om militaire redenen, waartoe de dam ook door een geschutsbatterij beschermd werd.
De dam werd op zijn beurt vernoemd naar de Bakkerspolder die in 1650 werd drooggelegd en het zuidelijk deel vormt van de Dierkensteenpolder. De dam lag op de plaats waar de Sint Kruiskreek in de Passageule uitmondt.
Door de aanleg van de dam kon Oostburg niet meer per schip worden bereikt. De schepen konden niet verder komen dan Slepershaven, dat vlak ten noorden van Bakkersdam lag. Maar ook dit duurde niet lang, aangezien de vaargeul naar het westen toe steeds verder verzandde.
Steden: Aardenburg · IJzendijke · Oostburg · Sint Anna ter Muiden · Sluis

Dorpen: Breskens · Cadzand · Eede · Groede · Hoofdplaat · Nieuwvliet · Retranchement · Schoondijke · Sint Kruis · Waterlandkerkje · Zuidzande

Buurtschappen: Akkerput · Bakkersdam · Balhofstede · Biezen · Boerenhol · Braamhul · De Brabander · De Bracke · Cadzand-Bad · Cathelijneschans/Schans · Dam · De Dam · Draaibrug · Halve Maantje · Hans Vriezeschans · Het Eiland · Goedleven · Groeneboomgaard · Grootendam/De Hoogedam · Heille · Hoogendijk · Hoogeweg · Kapitalendam · Ketelaarstraat · Klakbaan · Klein-Brabant · Konijnenberg · Koninginnehaven · Kruisdijk · Kruishoofd · Maagdenberg · Maagd van Gent (deels) · Maaidijk · Marollenput · Moershoofde (deels) · Moleke (deels) · Molentje · Mollekot (deels) · De Munte · Nieuwesluis · Nieuwland · Nieuwvliet-Bad · Nolle · Nummer Een · Oostburgsche Brug · Oosthoek (deels) · Oudeland · Oudemenne · De Pas · Plankenpoortje · Plakkebord · De Platluis · Polderstraat/Steenoven · 't Poldertje · Ponte · Ponte-Avancé · Pyramide · Rijksweg · Ronduit · Roodenhoek · Sasput · Scherpbier · Sint Pieter · Slepershaven/Slapershaven · Slijkplaat · Slikkenburg · Sluissche Veer · Smedekensbrugge · Spitsbroek · Steenhoven · Steenoven · Stenen Heule · Stroopuit · Terhofstede · Ter-Moere · Tol (Schoondijke) · Tol (Waterlandkerkje) · De Tol · Tragel · Turkeye · Valeiskreek · Veldzicht · Veldzicht (deels) · De Verkorting · Verklikker · Vuilpan · Wafeldorp · Waterhoek · Waterloo · Zandertje · Het Zwindorp

Historische plaatsen: De Keizer · Oude Stad (Aardenburg) · Pannenhuis · Potjes

Zeeland: Steden en dorpen in Zeeland      Nederland: Provincies · Gemeenten